# 珍妮弗·布雷迪
珍妮弗·布雷迪（英語：Jennifer Brady，1995年4月12日—），美国女子网球运动员。她曾代表美国参加2020年夏季奥林匹克运动会网球比赛，在女子单打项目上止步第一轮。